# Róka Imre
Róka Imre (Szombathely, 1780 – Szombathely, 1821. március 11.) teológiai doktor és tanár.

## Élete
Polgári szülők gyermeke, iskoláit végezve, felvétetett a szombathelyi egyházmegyébe. Teológiai tanulmányai mellett különösen a keleti nyelvek tanulására fordította figyelmét. Felszenteltetése után gróf Herzán szombathelyi püspök és bíbornok őt udvarában szertartó papnak és könyvtárnokának tette. A keleti nyelveket kívül a német, francia és olasz nyelvet is elsajátította. Előbb Jánosházára küldték segédlelkésznek, majd a szombathelyi papnevelőintézetben a keleti nyelvek tanárának neveztetett ki. Meghalt 1821. március 11-én tanárságának 16. évében Szombathelyt.

## Munkái
- Tentamen publicum ex studio privato linguae Garcae, quod in eppli. seminario Sabariensi subiverunt... Sabariae.
- Tentamen publicum ex studio linguae hebraicae... 1801. Uo.
- Elegia pro solenni installatione Leopoldi Somogyi. Viennae, ...
- Vigasztaló beszéd, mellyet nagys. Szent Györgyi Horváth Kristóf úrnak... hamvai felett Szent-György mezővárosában 1811. Szent-Mihály hava 12. mondott. Bécs, 1811. (Ism. Annalen der Literatur. Wien, 1812. II. 295. l.)
- Halotti dicséret, melyet szent-györgyi báró Horváth Antal lovas ezredesének a dicsőség mezejéről szive elérkezésekor Szent-György mezővárosban 1812. Karácson havának 1. napján mondott. Szombathely, 1812.
- Egyházi beszéd, mellyet Szent István első magyar király nemzeti ünnepén a T. T. kapuczinus atyáknak templomában 1816. esztendőben kisasszony havának 25. napján mondott. Bécs, 1816.

Egyik egyházi beszédét Szalay Imre közölte Egyházi beszédek gyűjteményében.